# معماری صخره‌ای روستای برسلان
معماری صخره‌ای روستای برسلان مربوط به سده ۶ و ۱۰ قمری است و در شهرستان قوچان، روستای برسلان واقع شده و این اثر در تاریخ ۵ تیر ۱۳۸۴ با شمارهٔ ثبت ۱۱۹۰۴ به‌عنوان یکی از آثار ملی ایران به ثبت رسیده است.